# Jack Butler
Jack Butler (Colombo, 14 agosto 1894 – 5 gennaio 1961) è stato un calciatore e allenatore di calcio inglese.

## Palmarès

### Giocatore

#### Competizioni nazionali
- Coppa d'Inghilterra: 1

Arsenal: 1929-1930